# مؤسسة الأدب الكتالوني
مؤسسة الأدب الكتالوني هي منظمة إسبانية مقرها في برشلونة. إداريًا هو كيان تابع لحكومة كتالونيا، تأسس عام 1937 من قبل مفكرين موالين للجمهورية خلال الحرب الأهلية الإسبانية. كان سلفها المباشر هو رابطة مجموعة الكتاب الكتالونيين عام 1936.

## الأقسام
تم إنشاء المعهد في البداية في أربعة أقسام:
- الإصدارات.
- المجلات.
- العلاقات الداخلية.
- العلاقات الخارجية.

## المدراء
منذ إعادة التأسيس في عام 1987 كان عمداء المعهد هم جوردي سارسانيداس (1988-1999)، فيليو فورموزا (1999-2001)، ماريا أنطونيا أوليفر (2001-2004)، جوزيب ماريا بينيت إي جورنيت (2004-2006)، جوزيب ماريا كاستيليت (2006-2010)، فرانسيسك بارسيريساس (2010 - حتى الآن). في عام 2012 احتفل المعهد بالذكرى السنوية الخامسة والسبعين لتأسيسه بمعرض استعادي في برشلونة.